# Šumvald

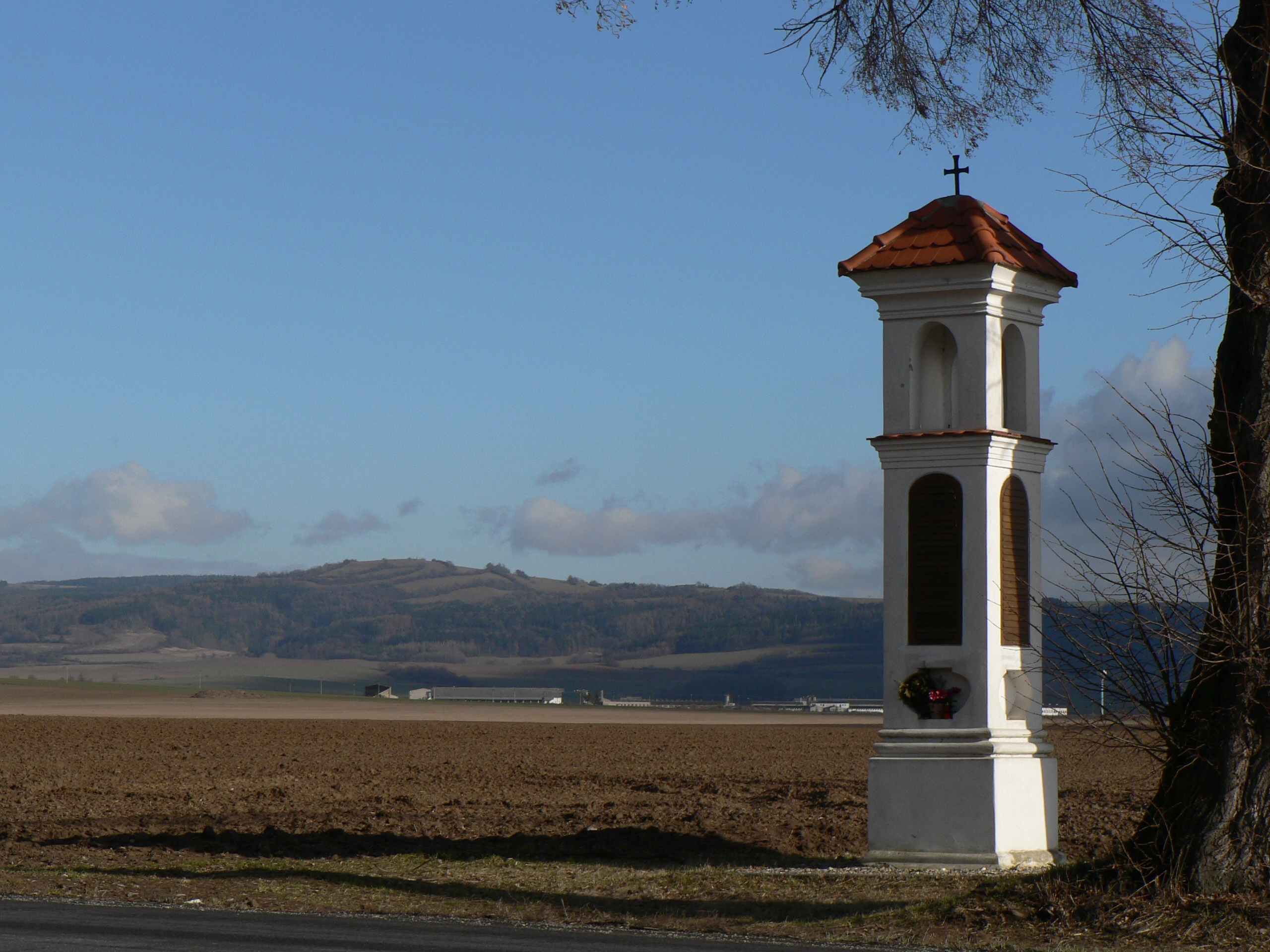
Bildstock

Šumvald (deutsch Schönwald) ist eine Gemeinde in Tschechien. Sie liegt sieben Kilometer nördlich von Uničov und gehört zum Okres Olomouc.

## Geographie
Šumvald befindet sich am südlichen Fuß des Hannsdorfer Berglandes bzw. am südwestlichen Fuß des Niederen Gesenkes in der Obermährischen Senke (Hornomoravský úval). Das Waldhufendorf erstreckt sich über dreieinhalb Kilometer am Unterlauf des Flüsschens Dražůvka. Nördlich erhebt sich die Šumvaldská horka (331 m), im Nordosten der Křížový vrch (Kreuzberg, 589 m), südlich des Dvorský kopec (275 m), im Südwesten die Padělky (264 m) und Dlouhá hora (280 m), westlich die Hůrka (Hurkaberg, 341 m) sowie im Nordwesten der Červený vrch (Liebauer Berg, 324 m) und Zadní vrch (327 m). Südwestlich des Dorfes liegt der Teich Šumvaldský rybník, auch Hrubý rybník genannt.
Nachbarorte sind Dolní Libina, Mostkov, Nemrlov und Mirotínek im Norden, Břevenec und Ruda im Nordosten, Plinkout, Křivá und Horní Dlouhá Loučka im Osten, Dlouhá Loučka im Südosten, Horní Sukolom, Plíškův Mlýn, Valcha, Nová Dědina und Lazce im Süden, Troubelice und Pískov im Südwesten, Sídliště, Hradečná und Hradec im Westen sowie Libina im Nordwesten.

## Geschichte
Šumvald wurde zum Ende des 13. Jahrhunderts durch die Herren von Schönwald, deren Wappen dem der Herren von Zierotin fast glich, gegründet. Als erster Vertreter dieses Geschlechts ist seit 1287 der Kammerherr des Olmützer Landesgerichtes Onesch de Cziste Zlemene (Oneš z Čistého Slemene) nachweislich. Dieser verwendete in der Zeit der deutschen Kolonisation auch das Prädikat Onesch von Schönwald, wobei Schönwald eine Übersetzung des alttschechischen Čisté Slemeno darstellt. Seit 1295 wurde das Geschlecht als de Schonenwalde, 1297 als de Sconenwalde und de Cziste Zlemene bezeichnet.
Das gleichnamige Dorf ist 1305 als Chisteslesleme bzw. Čisté Slémě, 1311 als Schonwalde, ab 1323 als Schonwald und Schonewald, 1326 als Pulcra Silva, ab 1358 als Sonwald, ab 1360 als  Schenwald, ab 1374 als Senwald, 1376 als Shenwald, 1381 als Sonnewald, ab 1393 als Schanwald, 1397 als Schoval und Schevall nachweisbar. Die Herrschaft Schönwald umfasste in der Mitte des 14. Jahrhunderts neben der Feste und dem Dorf Schönwald auch die Dörfer Břevenec, Plinkout, Mirotínek, einen Teil von Ruda, die Ortslage Stránka von Moravská Libina, die Wüstungen Tenčín und Marková sowie die Burg Rabenstein. Nach dem Erlöschen des Geschlechts von Schönwald wurden deren Güter an die Herrschaft Aussee angeschlossen. Weitere Namensformen waren ab 1407 Šonvald, ab 1408 Schonwaldt und Šenvald, 1564 Ssümwald, 1568 Sownenwald, 1580 Schinwaldt, ab 1588 Šumvald, ab 1676 Schönwald, 1771 Schönwalda, 1846 Krasoles und 1847 Šumbald. Die Matriken wurde ab 1652 zunächst in Unter Langendorf und Markersdorf geführt und seit 1655 vor Ort. Seit 1666 bestand eine Pfarrschule, in der zweisprachig unterrichtet wurde. Trotz des deutschstämmigen Ortsnamens war Šumvald zu jeder Zeit ein tschechischsprachiges Dorf in der Sprachinsel Troubelice. Bis zur Mitte des 19. Jahrhunderts blieb das Dorf immer nach Aussee untertänig.
Nach der Aufhebung der Patrimonialherrschaften bildete Šumvald/Schönwald ab 1850 eine Gemeinde in der Bezirkshauptmannschaft Littau und dem Gerichtsbezirk Mährisch Neustadt. 1855 wurde die Gemeinde dem Bezirk Mährisch Neustadt und ab 1868 wieder dem Bezirk Littau zugeordnet. 1883 nahm in Šumvald eine tschechische Schule den Unterricht auf. Die Freiwillige Feuerwehr bildete sich 1890. Um die Jahrhundertwende erfolgten erste Straßenbaumaßnahmen. Dabei entstand 1892 die Dorfstraße in Šumvald. 1910 erfolgte die Einrichtung einer sechsklassigen tschechischen Schule. Der Fischteich Šumvaldský rybník wurde 1912 wieder angelegt. 1914 erfolgte die Elektrifizierung des Ortes. 1915 wurde die Straße nach Troubelice hergestellt. 1919 folgte die Straße nach Horní Sukolom und in den Jahren 1923/24 die Straße nach Nemrlov. 1924 entstand die Gewerbeschule. Im Zuge der Bodenreform wurde 1925 der den Fürsten von Liechtenstein gehörige Herrenhof parzelliert. Zwischen 1928 und 1929 entstand die Straße von Medlov über Lazce nach Šumvald. In den Jahren 1935 und 1926 erfolgte eine erneute Trockenlegung des Šumvaldský rybník. Im Jahre 1930 lebten in dem Dorf 1639 Menschen, davon waren 1568 Tschechen und 66 Deutsche.
Nach dem Münchner Abkommen wurde das zur tschechischen Sprachinsel gehörige Treublitz am 10. Oktober 1938 an das Deutsche Reich angegliedert und gehörte bis 1945 zum Landkreis Sternberg. 1939 hatte der Ort 1595 Einwohner. Am 6. Mai 1945 nahm die Rote Armee den Ort ein. Nach Kriegsende kam die Gemeinde wieder zur Tschechoslowakei zurück und wurde 1949 dem Gerichtsbezirk Šternberk zugeordnet.
Der Teich wurde 1952 wieder geflutet. Im Zuge der Gebietsreform von 1960 wurde Šumvald nach der Auflösung des Okres Šternberk dem Okres Olomouc zugeordnet und zugleich wurden Dědinka und Lazce eingemeindet. 1971 erfolgte die Eingemeindung von Břevenec.

## Gemeindegliederung
Die Gemeinde Šumvald besteht aus den Ortsteilen Břevenec (Trübenz) und Šumvald (Schönwald), die zugleich auch Katastralbezirke bilden.

## Sehenswürdigkeiten
- Pfarrkirche St. Nikolaus, der einschiffige gotische Bau entstand in der Mitte des 14. Jahrhunderts. Im Jahre 2006 wurde bei archäologischen Untersuchungen ein Sanktuarium aus der Zeit zwischen 1270 und 1280 aufgefunden. Die spätgotische Seitenkapelle entstand im 15. Jahrhundert.
- Kapelle in Břevenec, erbaut 1733
- Kapelle in Šumvald
- Barocke Statue des hl. Johannes von Nepomuk, geschaffen 1725
- Bildstock
- Teich Šumvaldský rybník mit einer Fläche von 60 ha, südwestlich des Dorfes an der Oskava.

## Söhne und Töchter der Gemeinde
- Franz Lehár sen. (1838–1888), der Sohn einer Glasmacherfamilie wählte eine musikalische Laufbahn und war Theaterhornist und später Militärkapellmeister. Er war der Vater des Komponisten Franz Lehár.
- Aleš Balcárek (1840–1862), Dichter, er stürzte bei einer Auseinandersetzung vom Prager Roßtor und starb an den Folgen. Sein Geburtshaus Nr. 77 ist als Kulturdenkmal ausgewiesen, es steht jedoch nicht mehr.